# Râul Alunul, Cracăul Alb
Râul Alunul este un curs de apă, afluent al râului Cracăul Alb. 

## Hărți
- Parcul Vânători-Neamț